# Abraham Habte
Abraham Habte (ur. 14 lipca 1996) – erytrejski lekkoatleta specjalizujący się w biegach długodystansowych.
Zdobywał medale przełajowych mistrzostw świata i Afryki w rywalizacji drużynowej juniorów. Ósmy zawodnik biegu na 3000 metrów z przeszkodami podczas afrykańskiego czempionatu w Marrakeszu (2014).
Medalista mistrzostw Erytrei.

## Osiągnięcia indywidualne
| Rok  | Impreza                                   | Miejsce   | Konkurencja                        | Pozycja    | Wynik    |
| ---- | ----------------------------------------- | --------- | ---------------------------------- | ---------- | -------- |
| 2014 | Mistrzostwa Afryki w biegach przełajowych | Kampala   | bieg juniorów                      | 8. miejsce | 23:23    |
| 2014 | Mistrzostwa Afryki                        | Marrakesz | bieg na 3000 metrów z przeszkodami | 8. miejsce | 8:50,37  |
| 2015 | Mistrzostwa świata w biegach przełajowych | Guiyang   | bieg juniorów                      | 6. miejsce | 24:04    |
| 2016 | Mistrzostwa Afryki                        | Durban    | bieg na 10 000 metrów              | 8. miejsce | 12:18,18 |

## Rekordy życiowe
- Bieg na 5000 metrów – 13:30,98 (2015)
- Bieg na 10 000 metrów – 27:53,38 (2016)
- Bieg na 3000 metrów z przeszkodami – 8:41,28 (2016)